# الشبيب (الصومعة)

تعديل مصدري - تعديل

الشبيب هي إحدى قرى عزلة ال اليحوي بمديرية الصومعة التابعة لمحافظة البيضاء، بلغ تعداد سكانها 127 نسمة حسب تعداد اليمن لعام 2004.